# Diocese de Baucau
A Diocese de Baucau (Dioecesis Baucanus) é uma diocese timorense, erigida a 30 de novembro de 1996, em pleno período de ocupação indonésia, por desmembramento da Diocese de Díli, criada em 1940 e, à data, única diocese do país.
A Diocese serve uma população de 265.389 habitantes, dos quais 95,4% são católicos (dados de 2002). Um total de 35 padres e 132 religiosos distribuem-se pelas 9 paróquias que constituem a diocese, sedeada na cidade de Baucau, segunda cidade de Timor-Leste, e cobrindo toda a zona leste do país.

## Prelados
| #      | Nome                  | Período   | Notas                |
| Bispos | Bispos                | Bispos    | Bispos               |
| ------ | --------------------- | --------- | -------------------- |
| 2º     | Leandro Maria Alves   | 2023-     | Nomeado para o cargo |
| 1º     | Basílio do Nascimento | 1996-2021 | Faleceu no cargo     |